# NGC 2781
NGC 2781 é uma galáxia espiral barrada (SB0-a) localizada na direcção da constelação de Hydra. Possui uma declinação de -14° 49' 02" e uma ascensão recta de 9 horas, 11 minutos e 27,5 segundos.
A galáxia NGC 2781 foi descoberta em 8 de Fevereiro de 1785 por William Herschel.